# Arved Bertels
Arved Adalbert Bertels (Arveds Alberts Bertels, ur. 26 sierpnia 1862 w Bonaventura, zm. 27 maja 1918 w Rydze) – niemiecki lekarz, patolog.
Syn kupca Georga Alexandra Bertelsa i Emilie Levisie. Uczęszczał do rządowego gimnazjum w Rydze w latach 1873–1881, od 1881 do 1889 studiował medycynę na Uniwersytecie w Dorpacie. Tytuł doktora medycyny otrzymał 2 czerwca 1889, na podstawie dysertacji sporządzonej pod kierunkiem Emila Kraepelina. Od 1889 do 1892 był asystentem w Szpitalu Miejskim w Rydze. W 1892 uzupełniał studia w Berlinie, w styczniu 1893 otworzył prywatną praktykę w Rydze. Od 1893 do 1894 był lekarzem ubogich, a od 1894 ordynatorem oddziału cholerycznego w Szpitalu Miejskim. Od września 1904 do 1906 jako lekarz wojskowy (Reservearzt) w Azji Wschodniej. Od 1910 do 1918 prosektor w 1. Szpitalu Miejskim w Rydze. Zmarł w maju 1918 roku.
Należał do Gesellschaft für Geschichte und Altertumskunde der Ostseeprovinzen Russlands.
6 sierpnia 1897 ożenił się z Mathilde Luise Bertels (1879–1915), córką Alexandra Bertelsa.

## Wybrane prace
- Versuche über die Ablenkung der Aufmerksamkeit. Dorpat: H. Laakmann, 1889
- Ueber Ictus laryngis. St. Petersb. med. Wchnschr. 35, ss. 335-339, 1910
- Ueber Malaria und Anopheles in Riga und Umgegend. St. Petersb. med. Wchnschr. 36, ss. 251; 265, 1911
- Über die Ursache der Hypertrophie des rechten Ventrikels bei vermehrter Arbeitsleistung des linken. 1912
- Ueber Parthenogenese beim Menschen als Ursache von Geschwulstbildung. St. Petersb. med. Ztschr. 37, ss. 235-237, 1912
- Über die Mastitis chronica (cystica) und ihren Übergang in Carcinom[8]. 1913
- Ueber angeborene Defekte in der Kammerscheidewand des Herzens ohne sonstige Missbildungen. Petersb. med. Ztschr. 38, ss. 255-259, 1913